# Religija u Nikaragvi
Religija u Nikaragvi postoji u sklopu više vjerskih zajednica. Stanovništvo Nikaragve pripada većinski Rimokatoličkoj Crkvi. Pored katolika (47 %) mogu se još pronaći i protestanti (37 %), ateisti i agnostici (13 %) te pripadnici ostalih religija (3 %).
Katoličanstvo u Nikaragvu stiže zajedno sa španjolskim osvajačima tijekom 16. stoljeća. Iako Rimokatolička Crkva nije službena religija Nikaragve, ima blisku povezanost s vladom te zemlje. Rimokatolička Crkva ispoljava i veliki politički utjecaj u Nikaragvi. Biskupi su često pozvani da prisustvuju raznim državnim prigodama, a često su pitani za mišljenje o raznim pitanjima koja se tiču zemlje. Mnoge obrazovne institucije su pokrenute od strane rimokatoličkih tijela. 
S veći valovima naseljavanja iz Azije dolazi i budizam. Smatra se kako danas u Nikaragvi živi 1% od ukupnog stanovništva. U Nikaragvi postoji i muslimanka zajednica od oko 500 članova te židovska od oko 40 stalnih članova.